# T-62
 (février 2017).
Si vous disposez d'ouvrages ou d'articles de référence ou si vous connaissez des sites web de qualité traitant du thème abordé ici, merci de compléter l'article en donnant les références utiles à sa vérifiabilité et en les liant à la section « Notes et références ».
Ne doit pas être confondu avec Type 62.
Le T-62 est un char moyen soviétique entré en service en 1961. Développement ultérieur du T-55, il est à l'époque le premier char au monde à être armé d'un canon à âme lisse tirant des obus-flèches à très haute vitesse initiale.

## Historique
Le char fut conçu par le bureau d'étude Kartsev, à Nijni Taguil, sous l'appellation de Obiekt 166. L'Armée rouge l'accepta comme modèle de production à la mi-1961 et une présérie de vingt-cinq exemplaires fut construite avant la fin de l'année, la production en grande série ne commençant qu'à la mi-1962 à l'usine Vagonka. Il fut montré publiquement pour la première fois en mai 1965 lors d'une parade militaire à Moscou. La production se poursuivit jusqu'à 1975 avec vingt mille exemplaires construits en Union soviétique, mais il fut aussi construit à mille cinq-cents exemplaires en Tchécoslovaquie entre 1973 et 1978, et mille exemplaires en Corée du Nord à la fin des années 1970.

## Description technique
Le T-62 a 65% de pièces en commun avec son prédécesseur, le T-55. Son coût est modéré, le T-64 coûtait plus du double (143 000 roubles contre 62 000 en 1973) et nécessitait quatre fois plus de temps de main-d'œuvre (22 564 heures contre 5 855).
Il possède une nouvelle tourelle, abandonnant la forme ovoïde pour une forme hémisphérique, rappelant un bol retourné, afin d'offrir un volume sous blindage plus important. Pour recevoir cette tourelle, le diamètre du chemin de roulements fut augmenté de 1 845 à 2 245 mm. Par rapport à celle du T-55, la caisse est plus longue de 47 cm et rehaussée de 12 mm. L'espacement entre les premier et deuxième galets de roulement, typique des T-54 et T-55, a été éliminé.

### Armement

#### Principal
Le T-62 est armé d'un canon lisse 2A20 de 115 mm connu aussi sous l'appellation d'usine U-5TS Molot (marteau).
Le canon est équipé d'un évacuateur de fumée situé aux deux tiers de la longueur du tube et est recouvert d'un manchon anti-arcure sur les versions revalorisées appelées T-62M. Le débattement en site du canon est compris entre -6° et +16°.

L'encombrement et le poids des munitions de 155 × 728R[Quoi ?] limitent la cadence de tir du canon entre 4  et   5 coups par minute. Afin de faciliter la tâche du chargeur, le T-62 est équipé d'un système d'évacuation automatique des douilles. Lors de l'ouverture de la culasse après le tir, la douille glisse, vers l'arrière, dans une civière qui va s'élever de façon à s'aligner avec une trappe à l'arrière de la tourelle, avant d'éjecter la douille à l'extérieur à l'aide d'un éjecteur à ressort.

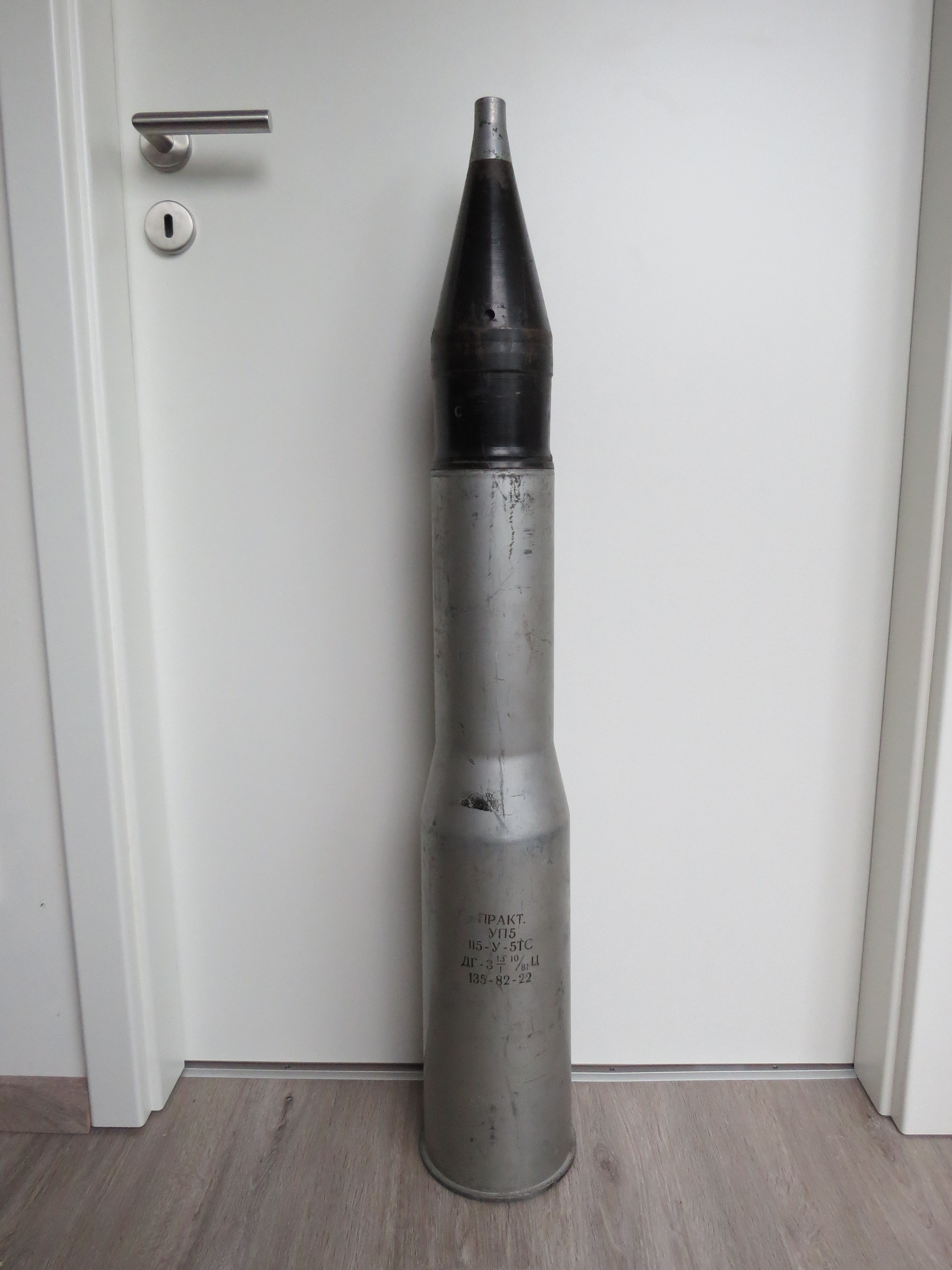
L'obus explosif OF-11 de 115 mm pèse 28.1 kg.

Un total de quarante obus de 115 mm sont embarqués, seize obus sont logés à l'avant droit de la caisse, à gauche du conducteur, dans un râtelier sous la forme de deux réservoirs creux renfermant une série d'alvéoles destinées à accueillir les obus. Deux obus sont rangés le long des flancs de la caisse, à proximité du panier de la tourelle. Vingt obus sont imbriqués les uns dans les autres entre la cloison pare-feu du compartiment moteur et l'arrière du panier de la tourelle. Deux obus sont attachés à l'intérieur de la tourelle, sur la paroi juste à côté du chargeur.

#### Secondaire
Une mitrailleuse coaxiale PKT de 7,62 mm est montée à droite du canon. Elle est alimentée par des bandes de 250 cartouches.

### Moyens d'observation et de conduite de tir
Le conducteur dispose de deux épiscopes montés devant un volet s'ouvrant vers la gauche. L'épiscope de gauche peut être remplacé par un périscope à infrarouge TVN-2 qui offre un champ de vision de 30° et soixante mètres de portée et sur le glacis.

Le chef de char dispose de quatre périscopes, deux sur le tourelleau de la trappe, et deux à l'avant de celle-ci, celui de tir est un TKN-3 capable d'un grossissement ×5 avec un champ de vision de 10°, de nuit employé avec le phare infrarouge OU-3GK pour l'illumination. Il est capable d'un grossissement ×4,2 avec un champ de vision de 8°, le tout à une portée de 400 m.
 
Le tireur dispose d'un viseur TSh2B-41u qui possède deux grossissements, ×3,5 avec 18° de champ de vision et ×7 avec 9°, ce qui permet des tirs à 4 000 m avec les obus-flèches, 3 600 m avec les obus à charge creuse et 4 800 m avec les obus explosifs. Pour le tir de nuit, il emploie le périscope TPN1-41-11 en conjonction avec le phare L-2G monté à droite du canon, ce qui permet avec un grossissement ×5,5 avec 6° de champ de vision à 800 m. Aussi bien le tireur que le chargeur disposent aussi d'un TNP-165 d'observation.

### Mobilité
Le T-62 possède un moteur diesel CTZ V-55V à refroidissement liquide comportant 12 cylindres disposés en V pour une cylindrée de 38,8 l. Monté transversalement dans le compartiment moteur, le V-55V est identique au moteur V-55 du T-55 à l'exception de son alternateur G-6.5 d'une puissance de 6,5 kW. Il développe une puissance nominale de 580 chevaux à un régime de 2 000 tr/min pour un couple maximal de 2 354 N m atteint à 1 250 tr/min.

Les versions revalorisées du T-62, les T-62M, sont équipées du moteur V-55U utilisant un système d'injection directe leur permettant de développer 620 chevaux.

Les T-62M incluant le suffixe -1 dans leur appellation possèdent le moteur V-46-5M, version détarée à (690 ch) du V-46-6 du char T-72. Le T-62 n'ayant pas un compartiment moteur assez large pour accueillir un compresseur axial, ce dernier fut déplacé dans un boîtier blindé monté sur le déport de caisse au-dessus de la chenille droite.

Le T-62 reprend les réducteurs et la boîte de vitesses manuelle du char T-55, elle possède cinq rapports en marche avant et un en marche-arrière. En terme d'accélération, le T-62 est capable d'atteindre la vitesse de 32 km/h en 16 sec

Le train de roulement de type Christie à cinq galets, sans rouleaux porteurs pour supporter le brin supérieur. Les galets de roulement sont en aluminium moulé sous pression d'un diamètre de 810 mm.
Les chenilles à axes secs OMSh ont une largeur de 580 mm et possèdent chacune 96 patins en acier.
À partir de 1966, les T-62 reçurent de nouvelles chenilles RMSh comportant 97 patins par chenille, ces dernières sont toujours à axes secs mais incorporent des bagues internes en caoutchouc, améliorant la flexibilités des patins.

La suspension comprend dix barres de torsion, les premiers et cinquièmes galets de roulement comportent un amortisseur rotatif. Le débattement vertical des bras de suspension est compris de 224 mm : 162 mm en compression et 62 mm en détente.
Deux réservoirs supplémentaires largables peuvent être montés à l'arrière de la caisse pour accroître l'autonomie. Comme le T-55, le T-62 peut produire son propre écran fumigène en injectant dix litres de diesel par minute dans l'échappement. Ce nuage peut s'étendre de 250 à 400 mètres et durer jusqu'à quatre minutes en fonction du vent.

### Protection

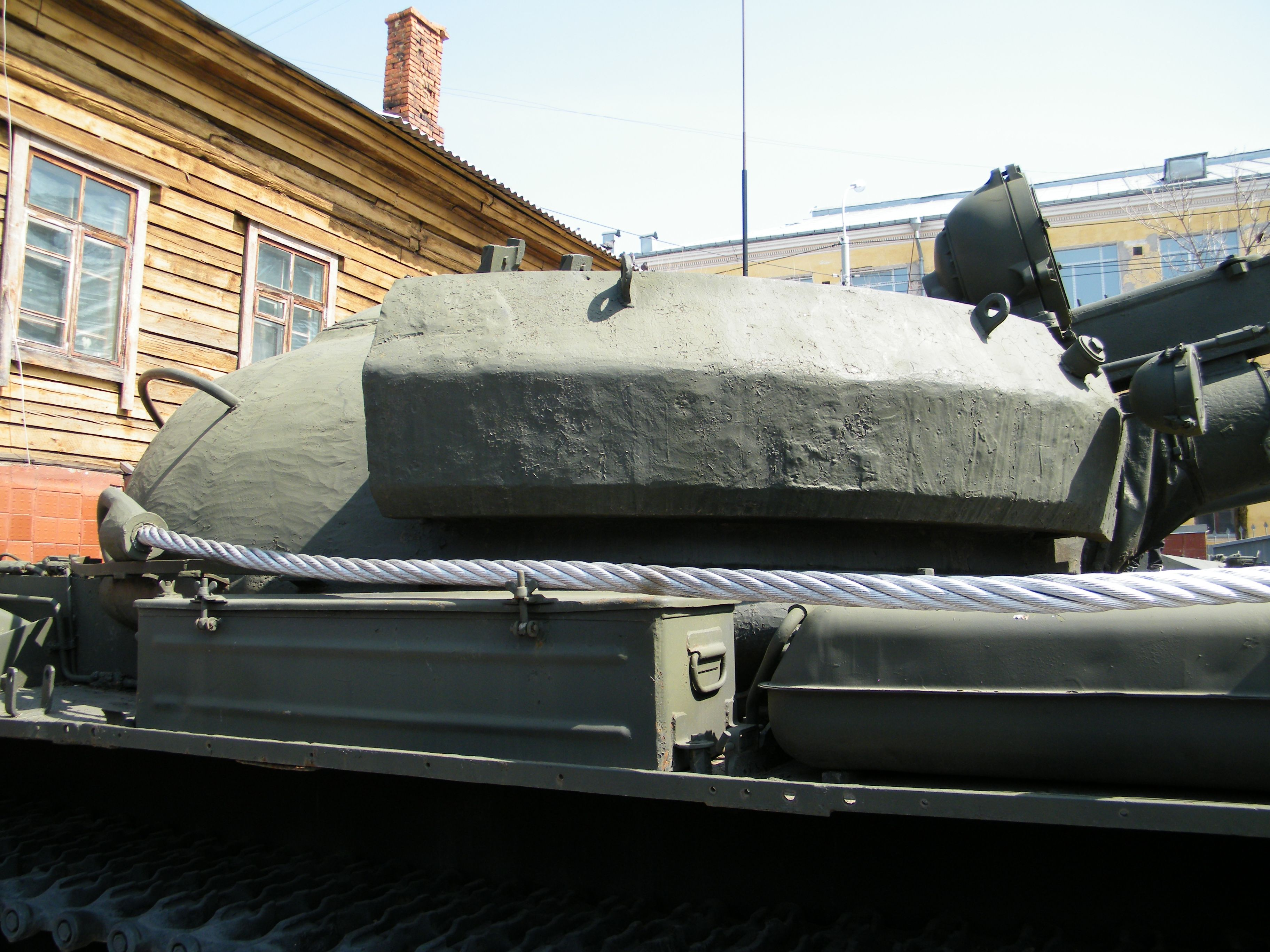
L'élément de surblindage composite protégeant l'avant-droit de la tourelle de ce T-62M pèse 900 kg.

#### Blindage
La caisse du T-62, dérivée de celle du T-55 et T-54 reprend les mêmes épaisseurs et incidences des tôles de blindage d'acier 42SM de ces deux derniers.
La tourelle est constituée d'acier moulé MBL-1, sa face avant possède une épaisseur maximale de 242 mm contre 210 mm au même endroit sur la tourelle du T-55 et T-54.

À partir de 1980, un nouveau surblindage fut introduit en même temps que les T-62M. Sa forme caractéristique lui valut le surnom "sourcils de Ilitch", référence directe aux sourcils épais de Léonid Brejnev.
Ce surblindage consiste en des éléments creux fait d'acier et contenant une succession de fines plaques d'acier haute dureté inclinées et noyées dans du polyuréthane.

Deux éléments en forme de croissant sont montés sur les coins avant de la tourelle, ils pèsent chacun 900 kg sont maintenus à l'aide de boulons et de rondelles reposant sur des douilles en caoutchouc afin d'absorber le choc de l'impact d'un projectile.
Le surblindage composite monté sur le glacis pèse 1 500 kg.

Ce surblindage offre une protection contre les obus perforants sous-calibrés et les obus à charge creuse de 105 mm ainsi que contre les armes antichars portatives utilisant des charges creuses de moyen calibre.

#### NRBC
Le T-62 reprend de son prédécesseur l'équipement de protection PAZ contre les radiations. Ce système comprend un détecteur RBZ-1m, monté à droite dans la tourelle qui, lorsqu'il perçoit la présence de niveaux dangereux de radiations, provoque automatiquement la fermeture des différentes ouvertures du char par l'intermédiaire de cartouches explosives (sauf pour les trappes de l'équipage) et déclenche un ventilateur muni d'un filtre anti-poussières, situé en dessous de la trappe d'évacuation des douilles. Du fait de l'absence de filtres contre les produits chimiques, ce dispositif n'est utile que contre les retombées radioactives. Cependant, certains T-62 ont été pourvus par la suite de filtres contre les attaques chimiques. Le char est capable de franchir une coupure humide de 1,4 m de profondeur sans préparation et de 5 m après le montage d'un schnorchel, ce qui nécessite une préparation de huit heures. Deux modèles de schnorkels existent, l'un de grand diamètre permettant l'évacuation de l'équipage réservé pour l'entraînement, l'autre ne permet que l'alimentation du moteur et de l'équipage en air et l'évacuation des gaz d'échappement. Le char, lors de la submersion, est guidé par un gyrocompas GPK-59 et un faisceau radio. Une fois sur le rivage, deux minutes suffisent pour rendre le char prêt au combat.

## Programme de modernisation
Une refonte plus importante est entreprise par la suite, en 1983, donnant naissance à la seconde génération de T-62. Le moteur est changé pour un V-55U doté d'un turbocompresseur, qui fournit 620 chevaux. La protection est améliorée par le montage de surblindages sur le glacis et sur le devant de la tourelle. Le dessous du char est aussi renforcé par une plaque d'acier pour limiter l'effet des mines. Le surblindage de la tourelle est en acier et creux, il contient de fines plaques en acier haute dureté inclinées noyées dans du polyuréthane, ce qui offre une meilleure protection, à savoir 380 mm contre les flèches et 450 mm contre les charges creuses. La suspension est aussi améliorée, en augmentant le débattement des galets de roulements et en montant deux amortisseurs hydrauliques supplémentaires sur la deuxième barre de torsion. Une batterie de huit lance-pots fumigènes 902B est montée sur la droite de la tourelle. La radio est changée pour une R-173 et l'équipage est doté de gilets de protection contre les radiations 1PZh-1. Cependant, la principale amélioration intervient dans le domaine de l'armement. La conduite de tir est entièrement revue : la nouvelle, appelée Volna, comprend un télémètre laser KDT-2 au-dessus du canon, un viseur TShSM-41U, un système de stabilisation Meteor M1 et un calculateur balistique BV62. Cette nouvelle conduite de tir, moyennant le montage d'un système de guidage 1K13-1 et de ses accessoires, permet le tir du missile guidé antichar tiré par canon 9M117. Ce missile, d'une masse de 28 kg, est guidé par le rayon du télémètre laser, le tireur se contentant de maintenir la conduite de tir sur l'objectif. Propulsé d'abord par une charge, puis par un moteur fusée, il peut atteindre une cible à 4 000 m et éventuellement engager des aéronefs lents, comme des hélicoptères. Désigné globalement 9K116-1 (Code OTAN AT-12), ce système diffère très peu du 9K116 Bastion (Code OTAN AT-10) monté sur le T-55. Il est juste adapté pour le calibre de l'arme qui le lance. Mais, très coûteux, il ne fut pas monté sur tous les chars.

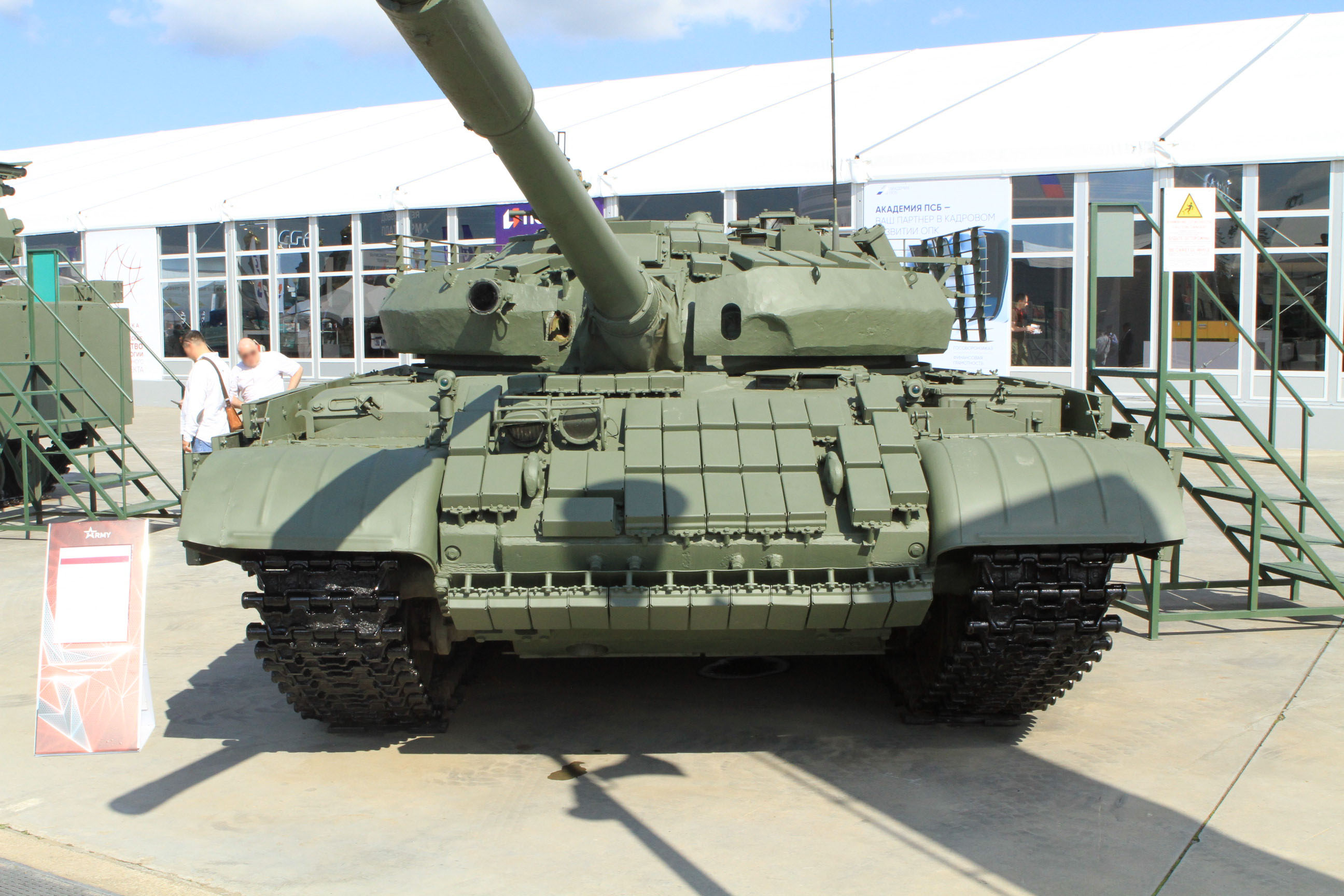
T-62M en 2023

Deux autres améliorations furent apportées par la suite aux T-62 : le montage du moteur équipant le T-72, le V-46-5M, donnant 700 ch et le remplacement des appliques de blindage par des briques de blindage réactif explosif de première génération. D'autres T-62 ont été dotés du système de protection active 1030M Drozd (en) qui emploie huit roquettes de 107 mm déclenché automatiquement par une paire de radars pour intercepter les missiles ou les roquettes antichars approchant sur l'avant du char à des vitesses comprises entre 70 et 700 m/s. Depuis l'écroulement de l'URSS, des fabricants occidentaux commencent à fournir des équipements de modernisation et d'entretien pour ce char : la Royal Ordnance Factories fournit des tubes de 115 mm aux Égyptiens, et le Français GIAT, propose en 1986, un canon de 120 mm, le GIAT CN120-25.
Le 12 octobre 2022, à la suite des pertes durant l'invasion de l'Ukraine par la Russie, on annonce que la 103e usine de réparation de blindés près de Tchita doit moderniser environ 800 chars T-62 en trois ans.
| Éléments du programme de modernisation         | Appellation des T-62 modernisés | Appellation des T-62 modernisés | Appellation des T-62 modernisés | Appellation des T-62 modernisés | Appellation des T-62 modernisés |
| Éléments du programme de modernisation         | T-62M                           | T-62M1                          | T-62M1-2                        | T-62MV                          | T-62D                           |
| MGATC 9K118 Sheksna                            | ✓                               | ✗                               | ✗                               | ✓                               | ✗                               |
| Conduite de tir Volna                          | ✓                               | ✓                               | ✓                               | ✓                               | ✗                               |
| Mitrailleuse antiaérienne NSVT                 | ✓                               | ✓                               | ✓                               | ✓                               | ✗                               |
| Manchon anti-arcure                            | ✓                               | ✓                               | ✓                               | ✓                               | ✗                               |
| Surblindage monté sur le glacis                | ✓                               | ✓                               | ✗                               | ✗                               | ✓                               |
| Surblindage monté à l'avant de la tourelle     | ✓                               | ✓                               | ✓                               | ✗                               | ✓                               |
| Blindage ventral anti-mine                     | ✓                               | ✓                               | ✓                               | ✓                               | ✓                               |
| Blindage réactif explosif Kontakt-1            | ✗                               | ✗                               | ✗                               | ✓                               | ✗                               |
| Système de protection active Drozd             | ✗                               | ✗                               | ✗                               | ✗                               | ✓                               |
| Jupes latérales                                | ✓                               | ✓                               | ✓                               | ✓                               | ✓                               |
| Poutre de refroidissement résistante au napalm | ✓                               | ✓                               | ✓                               | ✓                               | ✓                               |
| Lance-pots fumigènes                           | ✓                               | ✓                               | ✓                               | ✓                               | ✗                               |
| Moteur V-55U de 620 ch                         | ✓                               | ✓                               | ✓                               | ✓                               | ✓                               |
| Suspension renforcée                           | ✓                               | ✓                               | ✓                               | ✓                               | ✓                               |
| Poste radio R-173                              | ✓                               | ✓                               | ✓                               | ✓                               | ✗                               |

## Modèles et variantes
- Objet 165 T-62A (1958) : Trois T-55 équipés de la tourelle de l'Objet 140 et appelés provisoirement T-62A.

- Objet 166 (1960) : prototype du T-62.

- T-62 (1961) : modèle original.

- T-62 .obr 1967 (1967) : nouvelle plage arrière pour faciliter l'accès au compartiment moteur.

- T-62 .obr 1972 (1972) : Refonte de la trappe du chargeur, cette dernière est désormais montée sur roulements afin de pouvoir pivoter le nouvel affût de la mitrailleuse antiaérienne DShKM. La hauteur sous tourelle au niveau du poste du chargeur passe de 1,48 m à 1,55 m, ce qui donne au toit de la tourelle une forme moins bombée à cet endroit. Le viseur monoculaire TSh2B-41 de l'opérateur tourelle est remplacé par une version améliorée, le TSh2B-41U, il est conçu pour rester pointé sur l'objectif après chaque tir, même lorsque le canon de calibre 115 mm s'élève afin d'éjecter la douille récemment tirée hors du char. Il fonctionne avec un système de stabilisation en site fonctionnant indépendamment du système de stabilisation du canon amélioré Meteor-M. Les barbotins sont remplacés afin de s'accommoder aux chenilles à axes secs RMSh du char de combat T-72 ;  elles possèdent une durée de vie supérieure aux anciennes OMSh utilisées sur le T-54 et le T-55[1].

- T-62 .obr 1975 (1975) : Montage d'un télémètre laser KDT-1 sur le tube du canon de calibre 115 mm. La boîte blindée qui renferme le télémètre a un blindage de 14 mm d'épaisseur.

- Objet 166M (1963) :

- T-62K (1964) : version  de commandement, système de navigation inertiel TNA-3 et des radios supplémentaires.

- T-62D (1983) : T-62 équipé de surblindage  composite sur le glacis et la tourelle et renforcement du plancher contre les mines, il possède le moteur V-55U et la radio R-173.

- T-62M : moteur V-55U, radio R-173, système de missile 9K116-1 Sheksna (code OTAN AT-12), système de conduite de tir Volna avec calculateur BV-62, système de stabilisation Meteor-M1, viseur TShSM-41U et 1K13 et télémètre laser KDT-2, protection renforcée à la suite de l'expérience afghane, surblindage  composite sur le glacis et la tourelle et renforcement du plancher contre les mines, masse augmentée de 3,9 tonnes.

- T-62M-1 : T-62M remotorisé avec un V-46-5M.
- T-62M1 : T-62M dépourvu de système 9K116-1 Sheksna.
- T-62M1-1 : T-62M1 remotorisé avec un V-46-5M.
- T-62M1-2 :  T-62M1 avec un surblindage composite sur la tourelle.
- T-62M1-2-1 : T-62M1-2 remotorisé avec un V-46-5M.
- T-62MV : T-62M recouvert de blindage réactif explosif Kontakt-1.
- T-62MV-1 : T-62MV remotorisé avec un V-46-5M.
- T-62MK : version de commandement dérivée du T-62M.

- T-62M .obr 2022 (2022) : T-62M équipé du viseur jour-nuit 1PN96MT-02 intégrant une caméra thermique en vue de son déploiement en Ukraine[6].

- TO-62 : version armée d'un lance-flammes coaxial au canon.
- IT-1 : chasseur de chars lance-missiles.
- Tiran 6 : dérivé israélien réalisé à partir des exemplaires capturés en 1973 à la Syrie.
- Objekt 167 : version expérimentale avec moteur V-26 de 700 ch et un nouveau train de roulements.
- Ch'ŏnma-ho : char de combat nord-coréen.
- P'okpoong-Ho : char de combat nord-coréen.
- BMPT-62 Mini terminator : T-62 transformé en escorteur de l'avant par le remplacement de sa tourelle par la B05Ya01 Berezhok montée sur le véhicule BMP-2M. Développée par la Base centrale de logistique (BCL) en Algérie et l'entreprise Russe KBP Tula[7],[8], le BMPT-62 est un véhicule d'appui-feu similaire au BMPT russe qui est également en service dans l'armée algérienne[9],[10].

## Utilisateurs

### Historique

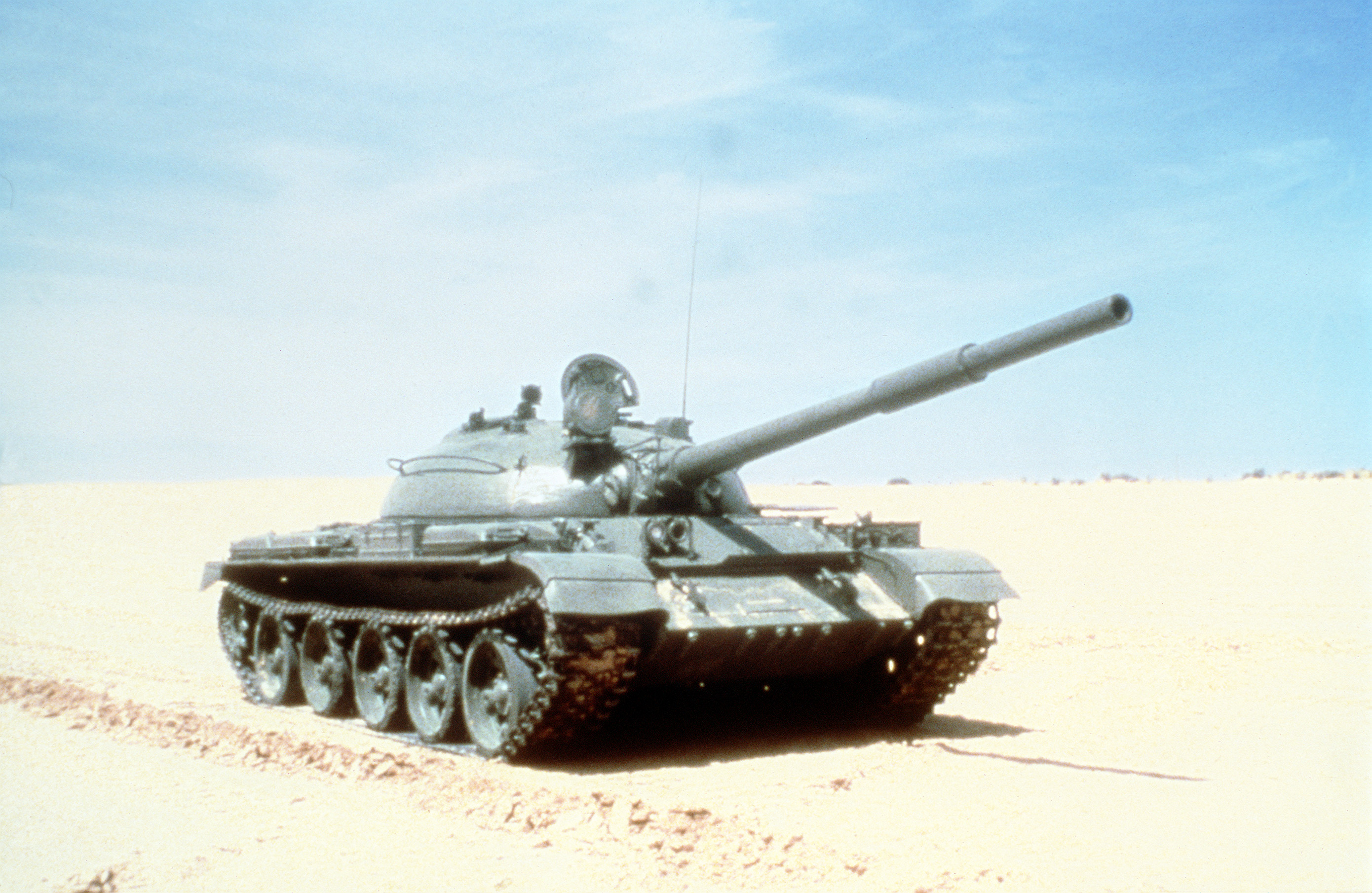
T-62 à Fort Irwin pour l'entraînement des forces américaines.

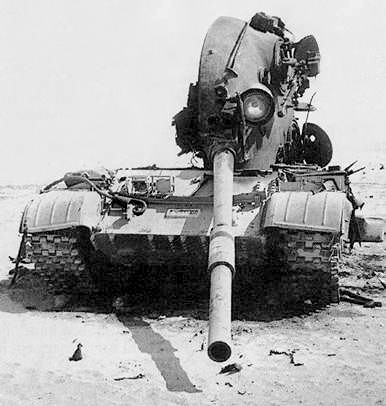
T-62 de l'armée irakienne détruit en 1991.

Dans l'Armée rouge, le T-62 seconda les T-54 et T-55. Il servit comme ces derniers et son successeur le T-72 à équiper principalement les divisions d'infanterie mécanisée, alors que les divisions blindées utilisaient principalement le T-10[réf. nécessaire], le T-64 et le T-80. Grâce à son faible coût, ce char a largement été exporté à travers le monde et a participé à de nombreux conflits en Asie et en Afrique, avec des succès divers. Son baptême du feu a lieu lors de l'opération Danube afin de préparer une possible intervention en Tchécoslovaquie. L'Iran et Israël ont utilisé ce char en le retournant contre ses propriétaires d'origine.
Le char a souvent montré ses limites, bien que cela soit souvent dû à un manque d'expérience des équipages. Lors de la tentative d'invasion du Tchad par les troupes libyennes, par exemple, les T-62 furent mis en échec par des pick-ups Toyota civils armés de canon sans recul M40, et lors des guerres israélo-arabes un grand nombre d'exemplaires fut abandonné sans combat. Durant la guerre du Golfe de 1991, les M2 Bradley réussirent à en mettre hors de combat par des rafales d'obus de calibre 25 mm. Modernisé, le T-62 peut rester un adversaire dangereux, sauf contre les chars les mieux protégés comme le char M1 Abrams qu'il ne peut pas détruire aux distances normales de combat.

### Pays utilisateurs en 2025
Sauf mention contraire les livraisons proviennent de l'URSS.
- Afghanistan : 100 exemplaires livrés entre 1975 et 1976 puis 155 supplémentaires livrés durant la guerre d'Afghanistan, quelque exemplaires seraient en service chez les talibans.
- Algérie : 330 livrés entre 1977 et 1979, 290 sont encore en service en 2025, au moins 13 ont été convertis en BMPT-62.
- Angola : 210 livrés entre 1981 et 1988, 24 livrés par la Bulgarie et 30 par la Russie en 1993. 50 sont toujours en service en 2025.
- Corée du Nord : 500 livrés entre 1971 et 1975, copiés et modifiés sous le nom de Ch'ŏnma-ho (1 200 exemplaires produits) et de P'okpoong-Ho.
- Cuba : 400 livrés entre 1974 et 1988. Tous en service en 2000 puis modernisés, nombre inconnu encore en service sur les 400 alignés par Cuba en 2025.
- Égypte : 750 livrés entre 1972 et 1975, 200 sont encore en service et 300 en réserve en 2025.
- Éthiopie : 70 livrés en 1977 et 1980. Tous en service en 2000. Certains sont encore en service en 2025.
- Iran : 65 reçus en 1981 depuis la Libye, 100 reçus depuis la Syrie en 1982, 150 Ch'ŏnma-ho reçus depuis la Corée du Nord entre 1982 et 1985 dans le cadre de la guerre Iran-Irak. Un peu plus de 75 sont toujours en service en 2025.
- Kurdistan : plus de 100 en service au plus fort de la guerre civile syrienne.
- Libye : 900 livrés entre 1974 et 1978, 100 en service et 90 en réserve avant la chute du régime de Kadhafi. Plusieurs T-62M et MV livré pars la Russie à l'Armée nationale libyenne en 2020. Nombre inconnu d'exemplaires en service.
- République arabe sahraouie démocratique ; 30 livrés par la Libye, statut incertain mais plusieurs exemplaires visibles lors d'une revue militaire en 2010[12].
- Russie : plus de 2 000 hérités de l'URSS, retrait annoncé pour le courant de 2013, ressortis des réserves lors de l'invasion de l'Ukraine par la Russie en 2022[13]. En 2025, 600 T-62M/MV sont en service dans l'armée russe, ils forment aussi une part non négligeable sur les 2 900 chars en réserve.
- Syrie : 500 livrés entre 1973 et 1974, 200 livrés par la Libye en 1982, 300 livrés entre 1982 et 1984. Environ 1 000 en service et réserve en 2000, nombre inconnu encore en service en 2025.
- Tadjikistan  :  7 T-62/T-62AV/T-62AM.
- Ukraine : 400 hérités de l'URSS, retirés du service à la fin des années 1990, environ 50 T-62 en service en 2025 dont une partie sont des exemplaires capturés.
- Ouzbékistan : 170 en 2025.
- Vietnam : 70 en service en 2025.
- Yémen : 250 exemplaires en service en 2000, un nombre inconnu est encore en service à la fois chez les Houtis et l'opposition dans le cadre de la guerre civile yéménite.

### Anciens opérateurs
- Abkhazie
- Biélorussie : 170 en service en 1995, déjà retirés du service en 2000.
- Bulgarie : 250 livrés entre 1971 et 1974, 150 T-62M livrés en 1988. Retirés du service dans les années 2000.
- Chine : au moins un exemplaire portant le no 545 capturé lors du conflit frontalier de 1969, étudié et copié. Actuellement présent dans un musée.
- Érythrée : plusieurs exemplaires éthiopiens ont été en service.
- Géorgie : utilisés durant la guerre civile géorgienne.
- Irak : 2 850 livrés entre 1974 et 1989 dans le cadre de la guerre Iran-Irak, 1 000 en service au début de la guerre du Golfe, 500 encore en service avant l'invasion de 2003.
- Israël : capturés aux pays arabes voisins, une centaine en service dans les unités de réserve et modernisé en 2000, retirés du service dans les années 2000.
- Kazakhstan : 280 en 1 000, aucun en 2025.
- Mongolie : 100 livrés entre 1973 et 1975.
- Tchécoslovaquie : utilisé pour des essais mais pas adopté.
- Union soviétique : 20 000 produits entre 1961 et 1975, modernisés par la suite et livrés en grande partie à l'étranger. En 1991, 8 500 sont en service. Transmis aux États successeurs après l'éclatement de l'URSS.
- États-Unis : utilisé comme Force d'opposition.

## Culture Populaire
Le T-62 apparaît dans les jeux vidéo World of Tanks et War Thunder. Dans ce dernier, il apparaît dans les versions suivantes : T-62 (URSS), T-62M-1 (URSS), IT-1 (URSS), T-62 N°545 (Chine), Tiran 6 (Israël).